# Skärjenöarnas naturreservat
Skärjenöarnas naturreservat är ett naturreservat i Hällefors kommun och Nora kommun i Örebro län.
Området är naturskyddat sedan 2021 och är 84 hektar stort. Reservatet ligger strax öster om Rockesholm och består av strandnära gammelskog samt några små öar i sjön Skärjens västra del.